# Heinkel Greif
Die Heinkel Greif ist ein Segelflugzeug der Standardklasse des deutschen Herstellers Ernst Heinkel Flugzeugbau GmbH. Konstrukteur des Ganzmetallflugzeugs war Otto Funk, der Mitbegründer des heutigen Ultraleichtflugzeugherstellers FK Leichtflugzeuge Deutschland (B&F Technik Vertriebs GmbH). Das Flugzeug wird deshalb auch als FK 1 bezeichnet.
Neben der Seglerausführung Greif Ia existierte die Motorseglervariante Greif Ib, die allerdings nie flog.

## Geschichte
Die Entwurfsarbeiten für die Greif Ia führte Otto Funk 1959 unter der Leitung Hans Hollfelders als Werkstudent der Firma Heinkel in Speyer durch. Am 24. Dezember 1960 erfolgte der Erstflug. Die im Rahmen der Luftfahrtschau Hannover 1962 öffentlich präsentierte Greif Ia mit dem Kennzeichen D-7142 hatte 1963 einen Windenstartunfall.
Die Variante Greif Ib wurde analog zur Hütter H-30 HS mit einem BMW-8026-Strahltriebwerk für den Eigenstart ausgerüstet, flog jedoch nie. Das Triebwerk befand sich starr eingebaut hinter dem Pilotensitz, der Strahlaustritt war leicht nach unten geneigt.

## Konstruktion
Um solche weitgehenden Forderungen wie eine temperatur- und witterungsunempfindliche Oberflächengüte sowie den Ausschluss von Materialermüdung – verbunden mit einem günstigen Anschaffungspreis – erfüllen zu können, sah Otto Funk vor allem in der Ganzmetallbauweise eine Möglichkeit der Verwirklichung. Um auch das Gewicht niedrig halten zu können, stellte man die weniger belasteten Elemente aus Kunststoff her.
Die einholmige Tragfläche besitzt einen trapezförmigen Umriss ohne Schränkung. Die Hauptanschlussrippen sind aus Leichtmetall, alle anderen Rippen aus Styropor. Die Beschläge bestehen aus Stahl. Die Flügel sind mit 0,5 mm starkem plattierten Leichtmetall beplankt. Auch die Querruder und Schempp-Hirth-Bremsklappen bestehen aus Leichtmetall.
Auffallend ist der niedrig gehaltene Rumpf, der aus einem Rumpfboot und einem relativ dünnen, durch ein Leichtmetallrohr gebildeten Leitwerksträger besteht. Die innere Struktur des Bootes bildet ein Stahlrohrgerüst, das mit einer nichttragenden Kunststoffhaut verkleidet ist. Eine Beschädigung der Außenhaut bleibt also ohne Auswirkung auf die Strukturfestigkeit.
Die beiden Hälften des V-Leitwerks sind untereinander austauschbar. Das Fahrwerk bildet ein bremsbares und gefedertes Ballonrad. Eine Kufe ist nicht vorhanden, der Sporn ist eine Blattfeder. Erwähnenswert ist das hohe Bruchlastvielfache von 10.

## Technische Daten
| Kenngröße             | Greif Ia (FK-1, D-7142)                 |
| --------------------- | --------------------------------------- |
| Besatzung             | 1                                       |
| Länge                 | 7,20 m                                  |
| Spannweite            | 15 m                                    |
| Flügelfläche          | 13,70 m²                                |
| Flügelstreckung       | 16,42                                   |
| Gleitzahl             | 32,6 bei 85 km/h                        |
| Geringstes Sinken     | 0,70 m/s bei 75 km/h                    |
| Nutzlast              | 110 kg                                  |
| Leermasse             | 216 kg                                  |
| max. Startmasse       | 326 kg                                  |
| Höchstgeschwindigkeit | 250 km/h                                |
| Triebwerke            | 1 × Strahltriebwerk BMW 8026 (Greif Ib) |